# فرودگاه ویتوریا
فرودگاه ویتوریا  (به انگلیسی: Vitoria Airport) یک فرودگاه همگانی با کد یاتا VIT است که یک باند فرود بتن دارد و طول باند آن ۳۵۰۰ متر است. این فرودگاه در شهر بیتوریا کشور اسپانیا قرار دارد و در ارتفاع ۵۱۳ متری از سطح دریا واقع شده است.